# Aeroprakt A-22
Aeroprakt A-22 – samolot ultralekki w układzie zastrzałowego górnopłatu konstrukcji duraluminiowej, o stałym, resorowanym podwoziu z przednim kółkiem. Samolot zaprojektował konstruktor lotniczy Jurij Jakowlew. 

## Historia
W zakładach Aeroprakt na Ukrainie zbudowano pierwszy prototyp, który oblatano w październiku 1996 roku. 
Kadłub samolotu został wykonany jako konstrukcja skorupowa z duraluminium, skrzydła jako konstrukcja żebrowa z duraluminium z pojedynczymi zastrzałami. Całometalowy keson, za dźwigarem poszycie z tkaniny. Dwuosobowa kabina została wyposażona w dwa kompletne układy sterowania. Siedzenia w kabinie umiejscowione są obok siebie. Kabina zamknięta z ogrzewaniem posiada dobrą widoczność, a przeszklenie drzwi do samej podłogi zapewniają także doskonałą widoczność na boki. Samolot ten posiada zdwojone sterowanie z centralnym drążkiem, alternatywnie drążek „Y” lub dwa wolanty. Klapy ustawiane w pozycjach 10 i 20 stopni, co zapewnia możliwość lądowania na krótkich lądowiskach. Podwozie samolotu jest stałe, trójkołowe, hamulce hydrauliczne. Samolot wyposażony jest w reflektor lądowania, światła pozycyjne i stroboskopowe, jako dodatkowe wyposażenie montowane jest: ogrzewanie kabiny, bagażnik, podgrzewacz gaźników, elektryczny trymer, hak holowniczy, zintegrowany system kontroli parametrów lotu i silnika, GPS oraz spadochronowy system ratunkowy.
W 2005 roku rozpoczęto produkcję nowej wersji A-22L, która została przystosowana do niemieckich przepisów kategorii ultralekkiej. W 2006 roku samolot otrzymał niemiecki certyfikat dla maksymalnej masy startowej 472,5 kg (ze spadochronowym systemem ratunkowym).
Od lutego 2009 roku A-22 został wyposażony w mocniejszy silnik Rotax 912ULS (100 KM).
W kwietniu 2010 roku na międzynarodowych targach „AERO 2010” w Friedrichshafen zaprezentowano nową wersję A-22L2. 
W Polsce pierwszy Aeroprakt A-22 pojawił się w czerwcu 1998 roku, zakupił go Aeroklub Bydgoski. Latał on z rosyjskimi znakami rejestracyjnymi. Pierwszy A-22 zarejestrowano w Polsce w 2004 roku pod znakiem SP-YSG. Wg stanu na rok 2008, na świecie lata ponad 300 egzemplarzy A-22L, z tego 5 w Polsce. 
Aeroprakt A-22 na świecie występuje pod różnymi nazwami handlowymi: Stanach Zjednoczonych A-22 sprzedawany jest pod nazwą Valor oraz Cape Town (wodnosamolot), w Wielkiej Brytanii i Australii znany jest jako Foxbat.
Jeden egzemplarz A-22LS od samorządu dolnośląskiego otrzymała dolnośląska policja. Samolot o numerze rejestracyjnym SP-YDF jest wykorzystywany przede wszystkim do obserwacji sytuacji na drogach i obserwacji podczas klęsk żywiołowych. 

## Wersje
A-22 „Szarik” – prototyp.
A-22L – wersja weszła do produkcji w 2005 roku, konstrukcję tą przystosowano do wymagań niemieckich przepisów LTF-UL. W odróżnieniu od A-22, A-22L ma krótsze skrzydło i usterzenie ogonowe. Maksymalna masa startowa została zwiększona do 472,5 kg (ze spadochronowym systemem bezpieczeństwa). 
A-22LS - wersja została przystosowana do przepisów kategorii Special Light Sport Aircraft, zgodnie ze specyfikacją dla wagi startowej 600 kg (MTOM 600 kg). W 2015 roku samolot ten uzyskał w USA certyfikat jako Special Light Sport Aircraft. 
A-22L2 – najważniejsze w tej wersji zmiany, jakie dokonano, to: 
- zamocowanie konstrukcji goleni przedniej do kadłuba a do amortyzacji zastosowano sprężynę gazową, której „twardość” można regulować poprzez zmianę ciśnienia powietrza,
- nowa, sztywniejsza belka,
- nowy układ sterowania,
- system odpowietrzania zbiorników paliwa,
- zmieniony został kokpit, w którym wszystkie dźwignie sterujące umieszczono razem w przedniej konsoli.

## Galeria

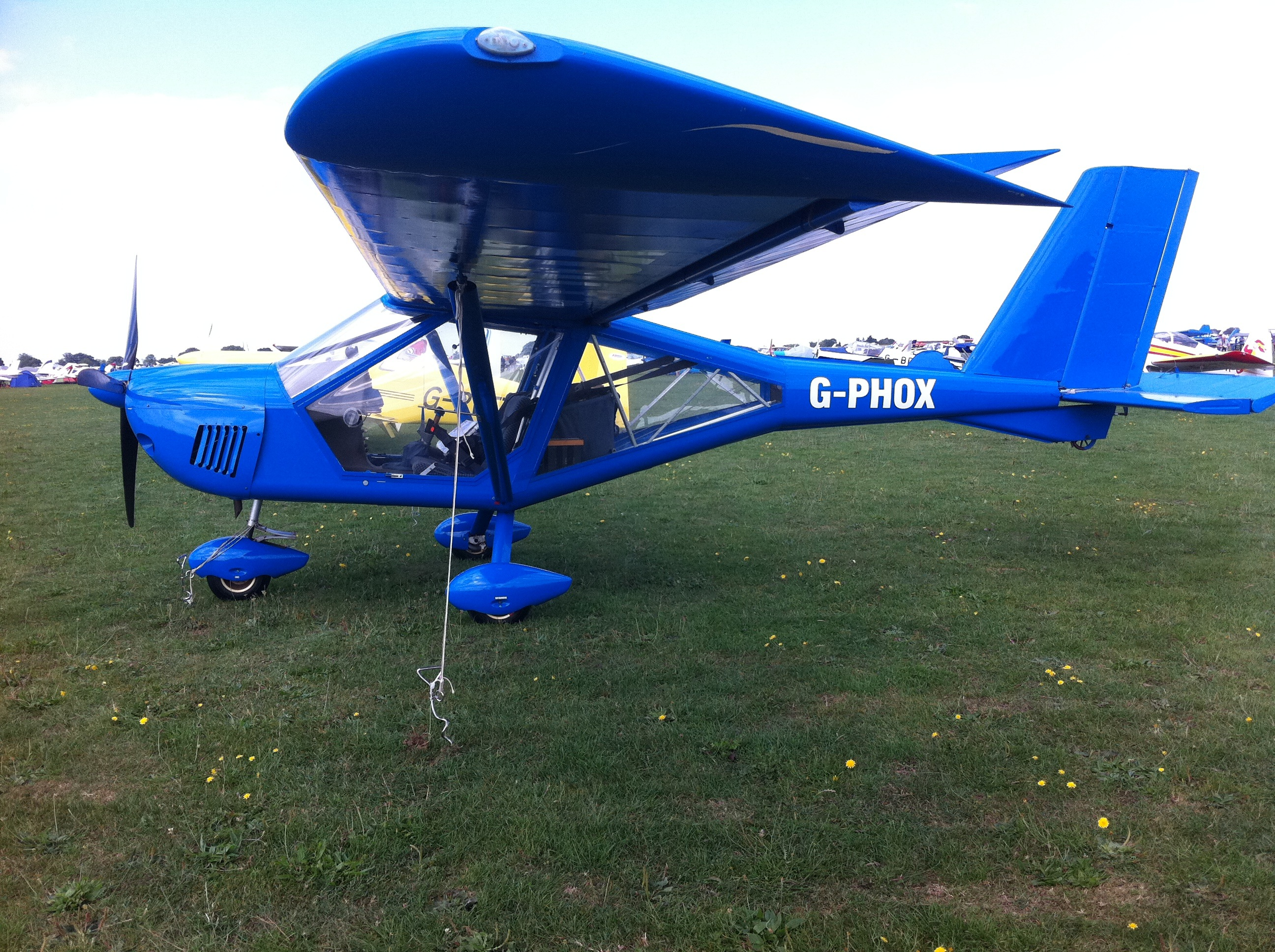
Aeroprakt A22-L Foxbat
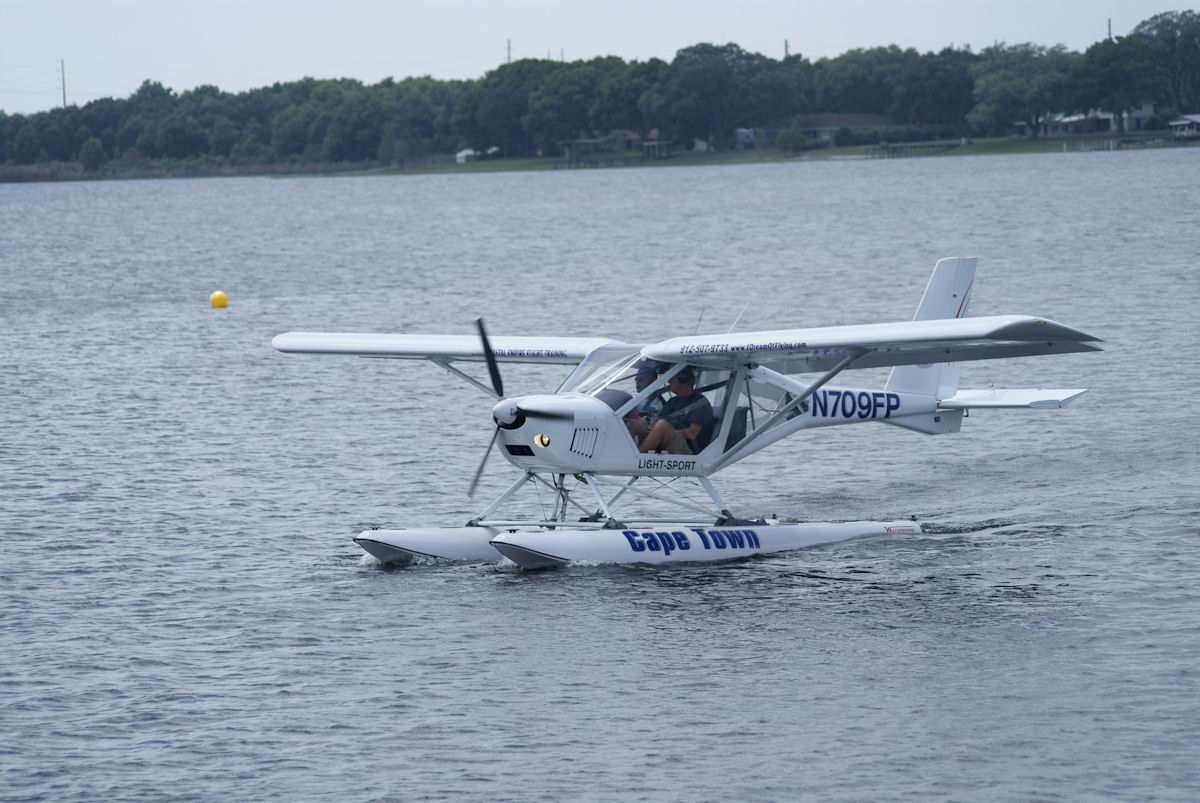
A-22 Cape Town
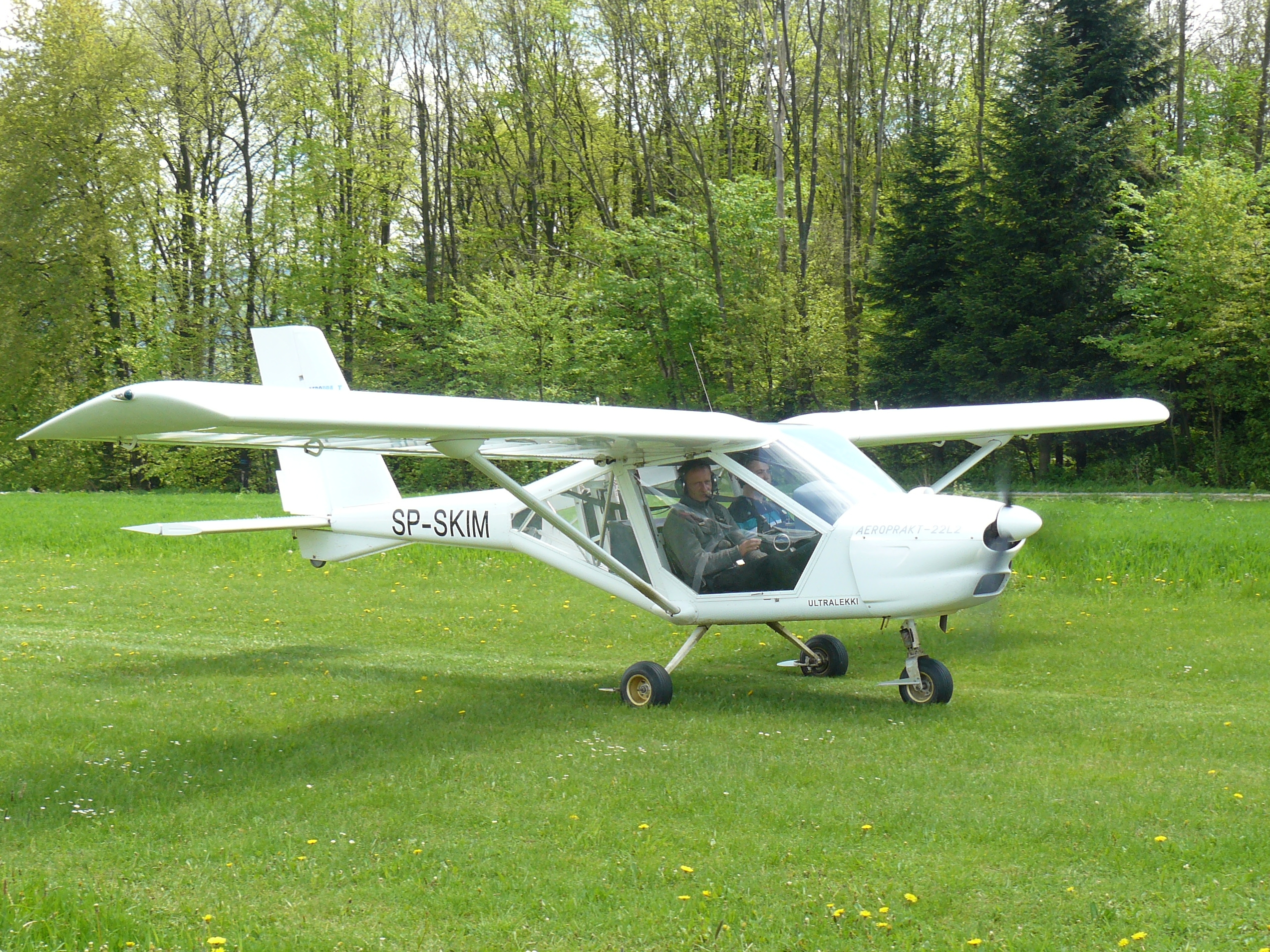
Aeroprakt A-22L2, SP-SKIM
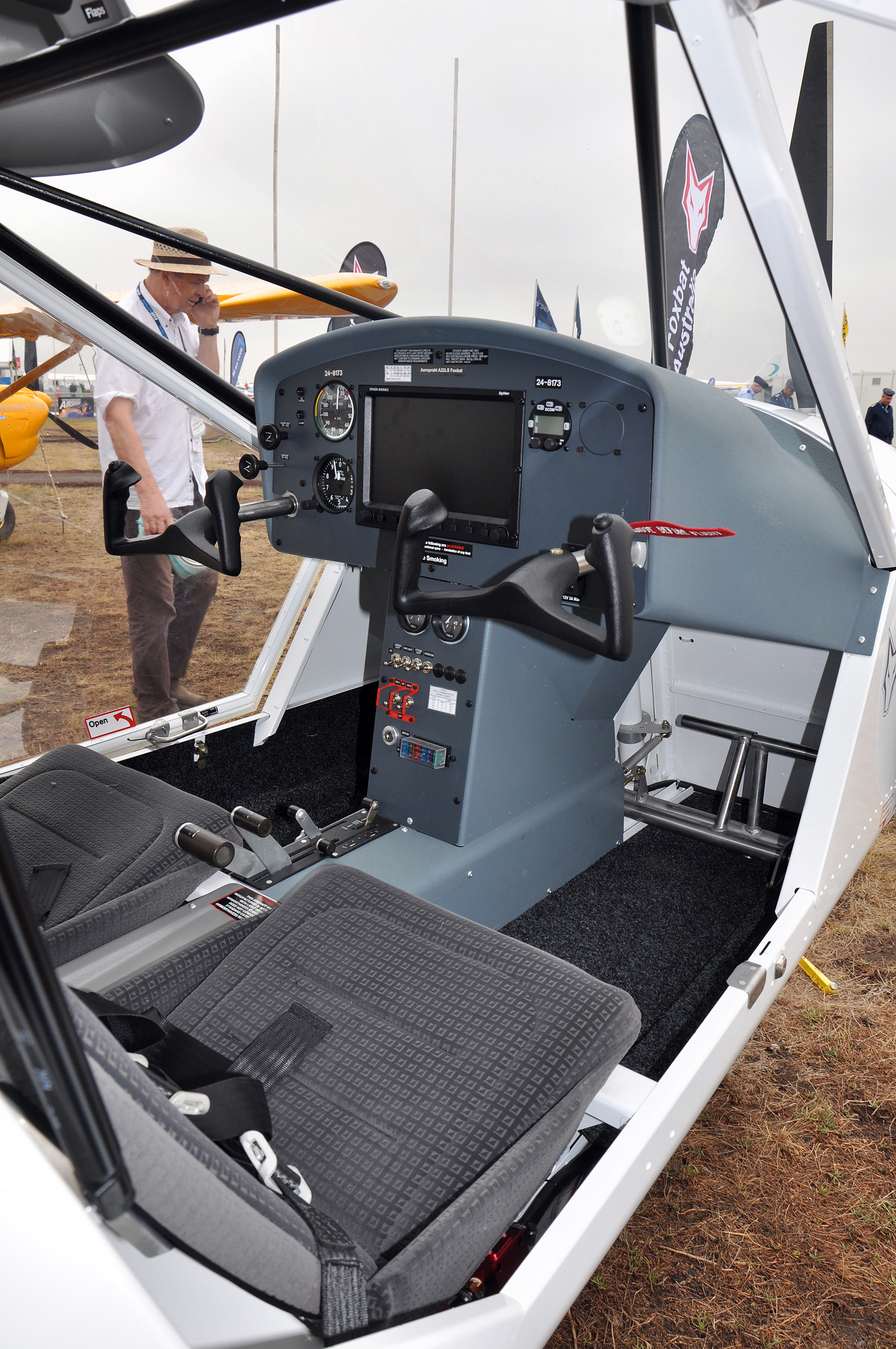
Kokpit A-22LS